# 계우사
《계우사》(戒友詞)는 판소리 열두마당의 하나이다.

## 작품 소개
판소리 열두 마당의 한 레퍼토리로 불렸다는 기록이 있으나 그 사설의 내용이 전하지는 않았는데, 1992년 김종철 교수에 의해 ＜계우사＞가 그 사설 정착본인 것이 확인된 바 있다. ＜계우사＞는 필사 연대를 1890년으로 보고 있고, 이 판소리를 불렀다는 명창도 19세기 중반 이후에 등장하는 것으로 보아, 판소리 중 가장 늦게 형성된 것으로 보인다. ＜계우사＞는 서울을 중심으로 한 기방 문화의 일면을 적확하게 구현한 작품이다. 따라서 여느 판소리처럼 근원 설화를 중심으로 적층적 형성을 이룩한 작품이라기보다는 비교적 후대에 서울의 향락 문화나 소비문화를 반영해 형성된 것으로 추정된다.

## 서지 정보
- 최혜진 역, 2009년, 지식을만드는지식[깨진 링크(과거 내용 찾기)] ISBN 978-89-6406-365-1